# Constrângere
O constrângere este o limitare a posibilităților datorită unui sistem de reguli.
Constrângerile sunt întâlnite în orice domeniu al vieții umane, ba chiar mai mult în orice parte a universului cunoscut. Constrângerile sunt materializate prin intermediul legilor - în accepțiune largă.

## În științele naturale
În științele naturale există nenumărate constrângeri. Spre exemplificare, în astronomie sunt analizate anumite constrângeri ale mișcării corpurilor cerește deoarece orice astru se supune unor legități fizice. 
În matematică, fizică, chimie, etc. există de asemenea constrâgeri care fac posibilă abordarea rațională a oricărui subiect specific respetivelor științe.

## În științele sociale
Constrângerea este acțiunea de forțare(obligare) care are drept scop obținerea unui comportament dorit de partea care exercită silirea, conform unor reguli.
Din perspectiva agentului constrâns constrângerile pot fi clasificate în funcție:

### Forma constrângerilor

#### Constrângeri psihice
Constrângerile psihice sunt adresate forului interior al individului, iar forțarea are o natură psihică, non-fizică. Acest gen de constrângere poate avea o componentă pshilogică indezirabilă: manipulare, condiționare psihică. Totodată constrângerile din această categorie pot fi relaționate cu aspecte culturale și istorice.

#### Constrângeri fizice
Constrângerile fizice au în vedere limitarea mișcărilor unui agent. Metodele de punere în practică pot fi pecuniare sau sub forma diverselor feluri de recluziune.

### După natura instituțională

#### Constrângeri formale
Constrângerile formale sunt impuse prin legi în sens juridic, coduri, constituții și au ca organism de impunere autorități oficiale: stat, poliție, etc

#### Constrângeri informale
Constrângerile oficiale sunt acele constrângeri care sunt impuse prin cultură. Obiceiurile, tradițiile, coduri morale, etc